# گیش خال‌سفید
گیش خال سفید نوعی ماهی است. نام محلی آن برک، جش، کارتر و ساعول نیز می‌باشد.

## ریخت‌شناسی
دارای بدنی کاملاً فشرده و بیضی شکل است. اولین بالهٔ پشتی دارای ۸ شعاع سخت و دومین باله دارای یک شعاع سخت و ۲۰ تا ۲۳ شعاع نرم است. گیش خال سفید تنها گونه‌ای است که بخش سینه‌ای بی پولک به شکل مثلثی ناحیه سرپوش آبششی و قائدهٔ بالهٔ سینه‌ای را در بر می‌گیرد. ارتفاع بالهٔ پشتی دوم کوتاه‌تر از طول سر می‌باشد. بالهٔ مخرجی دارای ۱۷ تا ۱۹ شعاع نرم، بخش پایینی اولین کمان آبششی دارای ۲۱ تا ۲۷ عدد خار آبششی است. ناحیه لخت سینه از قائده باله‌های سینه‌ای و شکمی می‌گذرد. رنگ بدن معمولاً نقره‌ای و در ناحیه پشتی بدن تیره‌تر است. ناحیه شکمی سفید و به طور مشخص تا پشت باله‌های شکمی ادامه می‌یابد. معمولاً روی مناطق سنگی و صخره‌ای مرجانی زندگی می‌کند؛ ولی در آب‌های کم‌عمق با بستر شنی نیز یافت می‌شود. در عمق ۵ تا ۳۰ متری دیده می‌شوند. تغذیه آنها از سخت‌پوستان، میگو وماهی‌های مرکب کوچک صورت می‌گیرد. بیشینه درازای بدن ۲۴ سانتی‌متر است. محل اصلی زندگی آن اقیانوس هند، مجمع الجزایر مالایا و مابعد آن تا چین، ژاپن و استرالیا می‌باشد.